# Fregenal de la Sierra
Fregenal de la Sierra ist eine Kleinstadt und eine Gemeinde (municipio) mit 4.743 Einwohnern (Stand: 2024) im Süden der spanischen Provinz Badajoz in der Autonomen Gemeinschaft Extremadura. Das historische Ortszentrum ist als Conjunto histórico-artístico anerkannt.

## Lage
Der nur ca. 20 km (Luftlinie) von der Grenze zu Portugal entfernte Ort Fregenal de la Sierra liegt ca. 107 km (Fahrtstrecke) südöstlich der Provinzhauptstadt Badajoz in einer Höhe von ca. 560 bis 580 m ü. d. M. Das Klima im Winter ist gemäßigt, im Sommer dagegen warm bis heiß; die geringen Niederschlagsmengen (ca. 630 mm/Jahr) fallen – mit Ausnahme der nahezu regenlosen Sommermonate – verteilt übers ganze Jahr.

## Bevölkerungsentwicklung
| Jahr      | 1857  | 1900  | 1950   | 2000  | 2016  |
| Einwohner | 6.948 | 9.615 | 11.716 | 5.379 | 4.914 |

Der deutliche Bevölkerungsrückgang in der zweiten Hälfte des 20. Jahrhunderts ist im Wesentlichen auf die Mechanisierung der Landwirtschaft und den damit einhergehenden Verlust an Arbeitsplätzen zurückzuführen.

## Wirtschaft
Während das Umland über Jahrhunderte in hohem Maße landwirtschaftlich (Oliven, Feigen, Korkeichen) oder durch Viehzucht (Schafe, Ziegen, Schweine) geprägt war, ließen sich im Ort selbst auch Händler, Handwerker und Dienstleister aller Art nieder. Fregenal ist überregional bekannt für die dort hergestellten Töpferwaren und Kunstschmiedearbeiten. Seit den 1970er Jahren spielt der innerspanische Tourismus eine zunehmend bedeutendere Rolle im Wirtschaftsleben der Kleinstadt.

## Geschichte
Nahe bei der Stadt liegen die Ruinen des keltischen Oppidums Nertóbriga, welches später von den Römern okkupiert wurde. Die Westgoten gründeten in der Nähe das Kloster San Miguel de los Fresnos, von welchem jedoch lediglich die Apsis der Kirche erhalten ist. Um das Jahr 713 kamen die Mauren, die um das Jahr 1165 von Geraldo Sem Pavor, einem Heerführer in Diensten des ersten portugiesischen König Afonso I. bedrängt und ca. ein knappes Jahrhundert später (um 1240) von den Truppen des leonesisch-kastilischen Königs Ferdinand III. (reg. 1230–1252) mit Hilfe des Templerordens endgültig besiegt wurden. Alfons X. (reg. 1252–1282/4) gab im Jahr 1283 den Ort in die Obhut der Tempelritter, die sofort mit dem Bau einer Burg (castillo) begannen. Nach deren Ende (1312) kam die Stadt zum Königreich Sevilla, welches später nur noch von nomineller Bedeutung war. Unter den katholischen Königen Isabella I. und Ferdinand II. war die Stadt ein wichtiger Bestandteil der Grenzfestungen zu Portugal; im 16. Jahrhundert erlebte Fregenal eine wirtschaftliche und kulturelle Blütezeit.

## Sehenswürdigkeiten

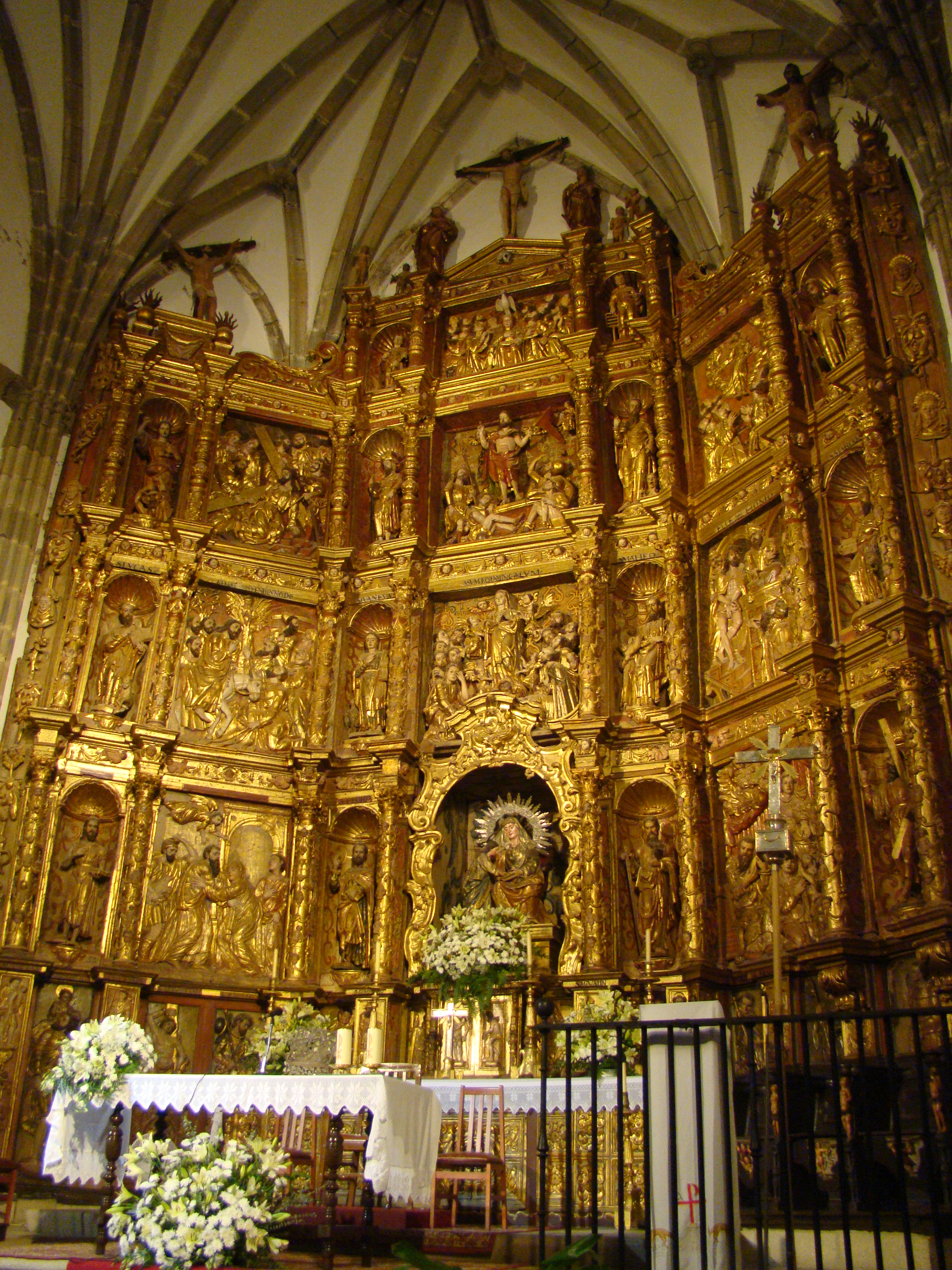
Fregenal – Altarretabel der Iglesia de Santa Ana

- Ältestes in Teilen erhaltenes Bauwerk der Stadt ist die wahrscheinlich noch im 13. Jahrhundert erbaute Templerburg (castillo); im 17. Jahrhundert erhielt der Bergfried (torre del homenaje) einen kleinen Glockenaufsatz. Im Innern des siebentürmigen Mauerbezirk befindet sich heute sie Stierkampfarena (plaza de toros) der Stadt.[6]
- Angrenzend erhebt sich die um das Jahr 1260 vom Templerorden erbaute einschiffige Iglesia de Santa María de la Plaza. Das Innere  wurde im 17. Jahrhundert barockisiert; der Hauptaltar mit seinem ungewöhnlich gestalteten Mittelteil stammt aus der Zeit um 1735.
- Die Kirche Santa Catalina entstammt dem 15. Jahrhundert; ihre Fassade wurde jedoch im 17. Jahrhundert neugestaltet. Das dreischiffige Innere wird von einem hölzernen Dachstuhl bedeckt.
- Die Kirche Santa Ana wurde im 16. Jahrhundert erbaut. An das von einem Sterngewölbe bedeckte Kirchenschiff angebaut sind zwei Querhausarme, so dass ein kreuzförmiger Grundriss entsteht. Hauptattraktion ist das um 1540 entstandene Altarretabel mit zahlreichen Figuren und weinumrankten Säulen. Es wird dem im Jahr 1561 verstorbenen flämisch-spanischen Bildschnitzer Roque Balduque zugeschrieben.
- Der doppelgeschossige Kreuzgang des im 16. Jahrhundert erbauten Franziskanerklosters ist ebenfalls beachtenswert.
- Über das Stadtgebiet verteilt sind mehrere historische Brunnen und Viehtränken.

Umgebung
- Ungefähr sechs Kilometer nördlich der Stadt liegt das um das Jahr 1500 erbaute Santuario de la Virgen de los Remedios, in welchem eine wundertätige Muttergottesstatue verehrt wird. Hinter dem Altarretabel befindet sich eine Kapelle (camarín) mit einer reichhaltigen barocken Ausstattung. Ein angeschlossenes Museum zeigt Werke religiöser Kunst.
- Circa sieben Kilometer südlich von Fregenal befinden sich in ca. 680 m Höhe die keltisch-römischen Ruinen von Nertóbriga, die jedoch eher von historischem Interesse sind.

## Feste
Fregenal ist in ganz Spanien bekannt für seine religiösen Feste (Semana Santa, Fiestas patronales de la Virgen Santa María de los Remedios, Fiesta de la Virgen de la Salud, Feria y Fiestas de San Mateo; Romería Gitana de la Virgen de los Remedios) und seiner Folkloreveranstaltungen (Festival Internacional de la Sierra).

## Persönlichkeiten
- Benito Arias Montano (1527–1598), Bibelübersetzer
- Cipriano de Valera (1532–1602), Bibelübersetzer, Calvinist und Humanist
- Juan Bravo Murillo (1803–1873), Politiker, Theologe